# Ornolac-Ussat-les-Bains
Ornolac-Ussat-les-Bains ist eine Gemeinde im Département Ariège in der Region Okzitanien im Südwesten Frankreichs.
Ornolac-Ussat-les-Bains ist ein Kurort in den Pyrenäen, der für sein Thermalwasser bekannt ist. Der Ort liegt am östlichen Rand des Départements Ariège, in der Nähe der Gemeinde Tarascon-sur-Ariège am Fluss Ariège.
Die Spoulga (befestigte Höhle) von Ornolac liegt in Ornolac-Ussat-les-Bains.

## Bevölkerungsentwicklung
| Jahr                       | 1962 | 1968 | 1975 | 1982 | 1990 | 1999 | 2006 | 2019 |
| Einwohner                  | 242  | 236  | 243  | 226  | 215  | 221  | 208  | 243  |
| Quellen: Cassini und INSEE |      |      |      |      |      |      |      |      |

## Persönlichkeiten
- Die französische Giftmörderin Marie Lafarge (1816–1852) wurde auf dem Friedhof in Ornolac-Ussat-les-Bains beigesetzt. Ihre Grabstätte ist noch erhalten.[1]
- Der deutsche Schriftsteller, Ariosoph und SS-Obersturmführer Otto Rahn (1904–1939) pachtete ab Mai 1932 das Hotel Restaurant des Marroniers in Ornolac-Ussat-les-Bains.